# Marco Zanotto
Marco Zanotto (Vicenza, 25 agosto 1902 – ...) è stato un calciatore italiano, di ruolo attaccante.

## Statistiche

### Presenze e reti nei club
| Stagione        | Club            | Campionato          | Campionato | Campionato |
| Stagione        | Club            | Comp                | Pres       | Reti       |
| --------------- | --------------- | ------------------- | ---------- | ---------- |
| ????-1927       | Vicenza         | Divisione Nazionale | ?          | ?          |
| 1927-1928       | Inter           | Divisione Nazionale | 15         | 6          |
| 1928-1929       | Venezia         | Divisione Nazionale | 22         | 4          |
| Totale Vicenza  | Totale Vicenza  |                     | ?          | ?          |
| Totale Inter    | Totale Inter    |                     | 15         | 6          |
| Totale Venezia  | Totale Venezia  |                     | 22         | 4          |
| Totale carriera | Totale carriera |                     | 37+        | 10+        |